# Mychajło Hnatyszyn
Mychajło Mykołajowycz Hnatyszyn, ukr. Михайло Миколайович Гнатишин, ros. Михаил Николаевич Гнатышин, Michaił Nikołajewicz Gnatyszyn (ur. 9 listopada 1947 we wsi Tespowo w obwodzie stanisławowskim, zm. 2 września 2022) – ukraiński piłkarz, grający na pozycji pomocnika, a wcześniej napastnika, trener piłkarski.

## Kariera piłkarska

### Kariera klubowa
Wychowanek klubu Spartak Iwano-Frankowsk, w którym rozpoczął karierę piłkarską. W 1973 w barwach którego zadebiutował w Pierwoj lidze ZSRR, po czym zakończył karierę piłkarską. Potem jednak występował w amatorskich drużynach, m.in. Naftowyk Dolina.

## Kariera trenerska
Po zakończeniu kariery zawodniczej rozpoczął pracę trenerską. Pracował na stanowisku wykładowcy na wydziale wf w Instytucie Nafty i Gazu w Iwano-Frankowsku. W latach 1990–1992 pomagał trenować w rodzimym Prykarpattia Iwano-Frankowsk, a od wiosny 1999 do 2002 prowadził Enerhetyk Bursztyn, a potem pracował w sztabie szkoleniowym Enerhetyka.

## Sukcesy

### Sukcesy klubowe
- mistrz Wtoroj ligi ZSRR: 1972